# 全国高等学校女子硬式野球選手権大会

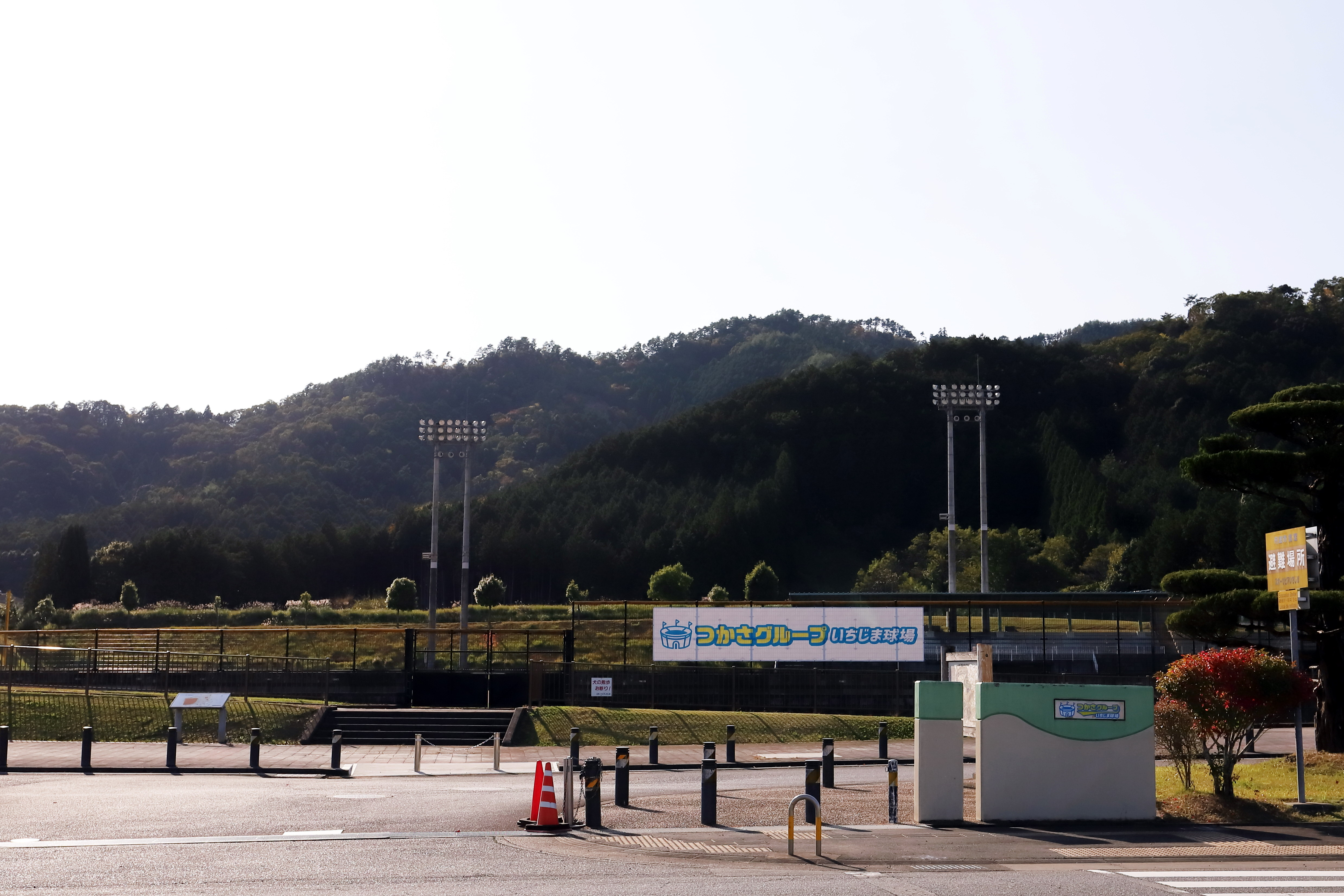
使用球場の1つであるスポーツピアいちじま

全国高等学校女子硬式野球選手権大会（ぜんこくこうとうがっこうじょしこうしきやきゅうせんしゅけんたいかい）は、全日本女子野球連盟が兵庫県内で毎年7月下旬から8月初旬にかけて開催している女子硬式野球の大会。ベスト4以上のチームには全日本女子硬式野球選手権大会への出場権が与えられる。
全国高等学校女子硬式野球選抜大会（毎年3月から4月に開催）・全国高等学校女子硬式野球ユース大会（毎年8月下旬に開催）と並ぶ全国大会である。

## 概要

### 運営団体
詳細は各年別ページを参照
- 主催：全日本女子野球連盟、丹波市
- 協催：淡路市
- 主管：丹波市全国高等学校女子硬式野球大会実行委員会、淡路市教育部スポーツ推進課
- 特別後援：朝日新聞社
- 特別協力（決勝）：阪神甲子園球場
- 試合中継配信：バーチャル高校野球（Yahoo! JAPAN スポーツナビ、スポーツブル）

### 使用球場
会場は数回にわたる変遷を経て、2016年の第20回大会からつかさグループいちじま球場（兵庫県丹波市）を主に使用。2021年の第25回大会からは、男子硬式高校野球の全国大会でも使用する阪神甲子園球場で決勝を開催している。2023年の第27回大会からは、1・2回戦の一部で兵庫県立淡路佐野運動公園第1・第2野球場を使用することに伴って、球場の所在する兵庫県淡路市が共催団体に加わっている。
- 兵庫・阪神甲子園球場（第25回 - 、決勝のみ使用）
- 兵庫・つかさグループいちじま球場（第8回 - 第18回、第20回 - ）
  - 第24回までは全試合を開催していたが、第25回以降は1回戦から準決勝まで使用。第27回からは、運営上「丹波会場の1つ」と位置付けられている。
  - 両翼105メートルで女子硬式野球の国際基準や他球場との差を少なくするため、日本ソフトボール協会(JSA)向けのミズノ製簡易外野フェンスを代用し該当部分のみ設置。
- 兵庫・春日総合運動公園野球場（第19回、第25回 - ）
  - 第19回では全試合、第25回以降は1・2回戦の一部で使用。第27回からは、運営上「丹波会場の1つ」と位置付けられている。
- 兵庫・兵庫県立淡路佐野運動公園 ReFillスタジアム(第1野球場)・第2野球場（第27回 - ）
  - 1・2回戦の一部で使用。運営上は「淡路会場」という位置付けで、開会式も「丹波会場」と別に第1野球場で組まれている。

過去
- 東京・福生市営球場（第1回 - 第6回）
- 東京・昭島市民球場（第2回 - 第6回）
- 埼玉・県営大宮球場（第7回）
- 埼玉・上尾市民球場（第7回）

### 主な大会規定
- 試合では、ミズノ製の硬球[3]と金属バットを使用する。
- 1チームの最低人数は11名で、このうち先発選手と控え選手の合計11名以上・25名以内となる。
- 登録された選手は1 - 99から1つの番号を「背番号」としてユニフォームに使用できる[3]。
- 指名打者（DH）制度を全試合で採用。ただしDH制使用の有無は対戦校の判断に委ねられ、スタメン登録時にDH制を使用せずに登録することや、試合中にDHを解除することも認めている[3]。
- 試合は7イニング制で、5回裏を終了した時点で「試合成立」とみなす。
- 安全に配慮するため審判員や運営側の現場判断により、雷の発生や地震など自然現象で試合が中断することがある。続行が不可能な事態（大雨など）によって、5回裏を終了するまでに球審からノーゲームを宣告された試合については、継続試合扱いで翌日以降の第1試合に組み込む。
- 準々決勝までの試合において、6回表以降のイニングで7点以上の差が付いている場合には、「点差コールド」として当該イニングで試合を打ち切る[3]。
- 準々決勝までの試合において、7回裏の終了時点で決着が付かない場合には、無死1・2塁 継続打順からのタイブレークを8回表以降の攻撃に適用する。準決勝・決勝では、9回裏まで延長戦を実施。9回裏の終了時点で同点の場合に限って、10回表からタイブレークへ移行する[3]。

この他にも、試合中の場内アナウンスでスターティングメンバー・次の打順の選手・交代選手の名前を紹介する場合には、「選手の苗字（同姓の選手が同じチームにいる場合には姓名）＋さん」という呼称を使用。試合によっては、女子の国際大会や男子の地方大会に参加した経験を持つ女性審判が、球審や塁審を務めることがある。

## 歴史
社会人野球でのプレー経験がある四津浩平（よつ こうへい）は、首都圏の大学で女子軟式野球部を指導していた時期（1990年代中盤）に本業（古美術商としての仕事）で中華人民共和国（中国）を訪れた際に、現地の女子硬式野球関係者から「野球を通じた女子中高生による日中交流」について相談を受けた。この相談がきっかけで、1995年8月東京都・福生市営球場において、日本（東京都）と中国（北京市）のチームによる「日中対抗中高女子硬式野球大会」が日本国内で初めて開催された。中国側は当初から硬式野球での交流を望んでいたが、当時の日本では女子で野球のプレーを経験している中学・高校生がまだ少なかったため、日本側のチーム編成に当たっては東京都内の高校（2校）のソフトボール部に協力を依頼したという。
日中対抗中高女子硬式野球大会は翌1996年に、大韓民国にある高校のチームを加えた3カ国・4チームによる対抗戦へ発展。四津は、以上の経験を踏まえて、女子の硬式野球部がある日本国内の高校を対象に1997年から本大会を開始した。ちなみに、第1回大会には、東京都・兵庫県・埼玉県から5校が参加。四津は、「女子の野球選手にプレーの場を用意してあげたい」との一心で、女子野球を日本に普及させるべく「家（一戸建て家屋）が2軒建つほどの私財を投じた」とされている。
もっとも、日本の高校野球を統括している日本高等学校野球連盟（日本高野連）では、女子学生に対する危険を防ぐ観点から、女子学生が連盟主催の硬式野球大会（全国高等学校野球選手権大会・選抜高等学校野球大会）や全国高等学校軟式野球選手権大会へ男子学生と一緒に参加することを規定で認めていない。これに対して、四津は1998年に、当大会の主催団体として全国高等学校女子硬式野球連盟を発足。2000年から男子と同様に春の選抜大会（全国高等学校女子硬式野球選抜大会）を主催していることもあって、本大会への参加校は徐々に増加している。
本大会の会場については、第1回から第6回（2002年）まで東京都内、第7回（2003年）のみ埼玉県内、第8回（2004年）から兵庫県内の球場を使用（詳細前述）。選抜大会に続いてスポーツピアいちじま（現在のつかさグループいちじま球場）の使用を開始した第8回からは、地元の自治体（市島町→丹波市）も主催団体に名を連ねている。ただし、年頭から新型コロナウイルスへの感染が拡大している2020年には、選抜大会・日本高野連主催の上記大会と合わせて中止を余儀なくされた。
参加校が40校にまで増えた第25回（2021年）には、1回戦から準決勝までを丹波市内の球場（春日スタジアム＜現在のブルーベリースタジアム丹波＞とスポーツピアいちじま）、決勝のみ同じ兵庫県内（西宮市）の阪神甲子園球場で開催。この年には阪神タイガース（甲子園球場を本拠地として使用するNPBセントラル・リーグの加盟球団）が阪神タイガース Women（女子硬式野球のクラブチーム）を創設しているが、同球場が（プロ・クラブ・社会人チームを含めた）女子野球の公式戦に使用された事例は、本大会の第25回決勝が初めてである。
2022年の大会では、auじぶん銀行の特別協賛を受けていたため、「全国高等学校女子硬式野球選手権大会 supported by auじぶん銀行」として開催された。この大会では出場校が49校にまで達したほか、1回戦から準決勝まで丹波市内の上記球場を使用。丹波市は大会の開幕を前に、全日本女子野球連盟から全国12ヶ所目の「女子野球タウン」に認定された。決勝については8月2日に甲子園球場で開催。開催に際しては、同球場を使用する決勝では初めて一般客の入場を認めるとともに、全席指定方式で入場券を初めて販売した。
2023年の第27回大会は、興和（KOWA）からの特別協賛を受けていたため、「全国高等学校女子硬式野球選手権大会 supported by au KOWA」という名称で開催。出場校は58チーム（57校と連合1チーム）で、「決勝トーナメント」（準々決勝と準決勝）を丹波市内の球場、決勝を8月1日に甲子園球場で実施した。その一方で、「予選トーナメント」（1・2回戦）では丹波市内の球場に加えて、兵庫県淡路市内の兵庫県立淡路佐野運動公園第1・第2野球場を初めて使用した。ちなみに淡路市では、兵庫ディオーネ（かつて日本女子プロ野球機構に参加していたチーム）が2015 - 2017年シーズンに淡路佐野運動公園第1野球場を本拠地に使用するなど女子野球との縁が深く、2021年には丹波市に先んじて「女子野球タウン」の認定を受けている。
2024年の第28回大会では、企業・団体からの「特別協賛」が見送られたため、前述した第25回大会以来3年振りに（特別協賛団体と関連する名称が入らない）「全国高等学校女子硬式野球選手権大会」として開催。出場校は過去最多の61チーム（60校と連合1チーム）で、前年の第27回大会に続いて、丹波・淡路両市内の4球場を「予選トーナメント」、丹波市内の2球場を「決勝トーナメント」に使用している。決勝については、この年の8月1日に開場から100周年を迎えたばかりの甲子園球場で、第106回全国高等学校野球選手権大会開幕前週（同月3日）の午後に開催。
2025年の第29回大会から全日本女子野球連盟 (WBFJ)が主催する。

## 歴代優勝校
| 回 | 開催年 | 出場                                   | 優勝校                                 | 優勝校                                 | 結果                                   | 準優勝校                               | 準優勝校                               | 備考 |
| -- | ------ | -------------------------------------- | -------------------------------------- | -------------------------------------- | -------------------------------------- | -------------------------------------- | -------------------------------------- | --- |
| 1  | 1997年 | 5                                      | 夙川学院                               | (兵庫)                                 | －                                     | 駒沢学園女子                           | (東京)                                 | 5チーム総当たりのリーグ戦方式で開催されたため 全試合での得失点差を基に順位を決定                                          |
| 2  | 1998年 | 8                                      | 市立習志野                             | (千葉)                                 | 9 - 7                                  | 神村学園                               | (鹿児島)                               | この大会からトーナメント制に移行                                                                                          |
| 3  | 1999年 | 9                                      | 神村学園                               | (鹿児島)                               | 13 - 60                                | 県立浜名                               | (静岡)                                 | |
| 4  | 2000年 | 10                                     | 神村学園                               | (鹿児島)                               | 7 - 4                                  | 蒲田女子                               | (東京)                                 | |
| 5  | 2001年 | 12                                     | 神村学園                               | (鹿児島)                               | 18 - 10                                | 蒲田女子                               | (東京)                                 | 大会3連覇 |
| 6  | 2002年 | 13                                     | 埼玉栄                                 | (埼玉)                                 | 11 - 70                                | 駒沢学園女子                           | (東京)                                 | |
| 7  | 2003年 | 8                                      | 神村学園                               | (鹿児島)                               | 7 - 2                                  | 埼玉栄                                 | (埼玉)                                 | |
| 8  | 2004年 | 10                                     | 神村学園                               | (鹿児島)                               | 3 - 1                                  | 埼玉栄                                 | (埼玉)                                 | |
| 9  | 2005年 | 8                                      | 神村学園                               | (鹿児島)                               | 3 - 2                                  | 埼玉栄                                 | (埼玉)                                 | 大会3連覇 |
| 10 | 2006年 | 12                                     | 埼玉栄                                 | (埼玉)                                 | 2 - 0                                  | 花咲徳栄                               | (埼玉)                                 | |
| 11 | 2007年 | 6                                      | 埼玉栄                                 | (埼玉)                                 | 3 - 2                                  | 花咲徳栄                               | (埼玉)                                 | 大会2連覇 |
| 12 | 2008年 | 4                                      | 駒沢学園女子                           | (東京)                                 | 2 - 1                                  | 花咲徳栄                               | (埼玉)                                 | |
| 13 | 2009年 | 4                                      | 花咲徳栄                               | (埼玉)                                 | 5 - 2                                  | 埼玉栄                                 | (埼玉)                                 | |
| 14 | 2010年 | 4                                      | 駒沢学園女子                           | (東京)                                 | 3 - 1                                  | 花咲徳栄                               | (埼玉)                                 | |
| 15 | 2011年 | 4                                      | 埼玉栄                                 | (埼玉)                                 | 5 - 4                                  | 花咲徳栄                               | (埼玉)                                 | |
| 16 | 2012年 | 4                                      | 花咲徳栄                               | (埼玉)                                 | 5 - 2                                  | 埼玉栄                                 | (埼玉)                                 | |
| 17 | 2013年 | 16                                     | 埼玉栄                                 | (埼玉)                                 | 8 - 3                                  | 蒲田女子                               | (東京)                                 | |
| 18 | 2014年 | 19                                     | 福知山成美                             | (京都)                                 | 3 - 0                                  | 花咲徳栄                               | (埼玉)                                 | |
| 19 | 2015年 | 20                                     | 埼玉栄                                 | (埼玉)                                 | 1 - 0                                  | 駒沢学園女子                           | (東京)                                 | |
| 20 | 2016年 | 24                                     | 神戸弘陵学園                           | (兵庫)                                 | 12 - 10                                | 神村学園                               | (鹿児島)                               | |
| 21 | 2017年 | 26                                     | 埼玉栄                                 | (埼玉)                                 | 1 - 0                                  | 履正社                                 | (大阪)                                 | |
| 22 | 2018年 | 28                                     | 京都両洋                               | (京都)                                 | 5 - 0                                  | 横浜隼人                               | (神奈川)                               | |
| 23 | 2019年 | 31                                     | 作新学院                               | (栃木)                                 | 4 - 3                                  | 履正社                                 | (大阪)                                 | |
| 24 | 2020年 | 新型コロナウイルス感染拡大の影響で中止 | 新型コロナウイルス感染拡大の影響で中止 | 新型コロナウイルス感染拡大の影響で中止 | 新型コロナウイルス感染拡大の影響で中止 | 新型コロナウイルス感染拡大の影響で中止 | 新型コロナウイルス感染拡大の影響で中止 | 新型コロナウイルス感染拡大の影響で中止                                                                                    |
| 25 | 2021年 | 40                                     | 神戸弘陵学園                           | (兵庫)                                 | 4 - 0                                  | 高知中央                               | (高知)                                 | 阪神甲子園球場を決勝に初めて使用                                                                                          |
| 26 | 2022年 | 49                                     | 横浜隼人                               | (神奈川)                               | 4 - 3                                  | 開志学園                               | (新潟)                                 | 延長10回（タイブレーク）で決着 甲子園球場を使用する決勝では初めて 女性が監督を務める出場校が（両校とも）進出              |
| 27 | 2023年 | 58                                     | 神戸弘陵学園                           | (兵庫)                                 | 8 - 1                                  | 岐阜第一                               | (岐阜)                                 | 決勝は台覧試合 2022年ユース大会・2023年選抜大会優勝校の神戸弘陵が 女子高校硬式野球史上初の「年間三冠」を達成              |
| 28 | 2024年 | 61                                     | 神戸弘陵学園                           | (兵庫)                                 | 3 - 0                                  | 花巻東                                 | (岩手)                                 | 2024年春の選抜大会を制していた神戸弘陵が 全試合を無失点・無失策で凌いだ末に 女子高校硬式野球史上初の2年連続春夏連覇を達成 |
| 29 | 2025年 | 67                                     | 福知山成美                             | (京都)                                 | 10 - 10                                | 岐阜第一                               | (岐阜)                                 | |

## 出場校
2025大会終了時点
| 出場校           | 都道府県 | 優勝 | 準優勝 | 初出年 |
| ---------------- | -------- | ---- | ------ | ------ |
| 旭川明成         | 北海道   | 0回  | 0回    | 2023   |
| 駒大苫小牧       | 北海道   | 0回  | 0回    | 2021   |
| 札幌新陽         | 北海道   | 0回  | 0回    | 2017   |
| 道立栗山         | 北海道   | 0回  | 0回    | 2023   |
| 弘前学院聖愛     | 青森県   | 0回  | 0回    | 2023   |
| 花巻東           | 岩手県   | 0回  | 0回    | 2021   |
| 盛岡誠桜         | 岩手県   | 0回  | 0回    | 2022   |
| クラーク国際仙台 | 宮城県   | 0回  | 0回    | 2018   |
| ウェルネス宮城   | 宮城県   | 0回  | 0回    | 2023   |
| 惺山             | 山形県   | 0回  | 0回    | 2022   |
| 聖光学院         | 福島県   | 0回  | 0回    | 2024   |
| 学法石川         | 福島県   | 0回  | 0回    | 2022   |
| つくば国際大学   | 茨城県   | 0回  | 0回    | 2024   |
| 岩瀬日大         | 茨城県   | 0回  | 0回    | 2021   |
| 作新学院         | 栃木県   | 1回  | 0回    | 2014   |
| 國學院栃木       | 栃木県   | 0回  | 0回    | 2025   |
| 市立前橋         | 群馬県   | 0回  | 0回    | 2025   |
| わせがく前橋     | 群馬県   | 0回  | 0回    | 2023   |
| 浦和学院         | 埼玉県   | 0回  | 0回    | 2025   |
| 叡明             | 埼玉県   | 0回  | 0回    | 2016   |
| 県立大宮商業     | 埼玉県   | 0回  | 0回    | 2023   |
| 埼玉栄           | 埼玉県   | 7回  | 5回    | 1997   |
| 花咲徳栄         | 埼玉県   | 2回  | 6回    | 1997   |
| 成美学園         | 千葉県   | 0回  | 0回    | 2025   |
| 秀明八千代       | 千葉県   | 0回  | 0回    | 2016   |
| 駒沢学園女子     | 東京都   | 2回  | 3回    | 1997   |
| 日本ウェルネス   | 東京都   | 0回  | 0回    | 2021   |
| 横浜隼人         | 神奈川県 | 1回  | 1回    | 2013   |
| 開志学園         | 新潟県   | 0回  | 1回    | 2013   |
| 福井工大福井     | 福井県   | 0回  | 0回    | 2013   |
| 甲斐清和         | 山梨県   | 0回  | 0回    | 2023   |
| 佐久長聖         | 長野県   | 0回  | 0回    | 2023   |
| 松本国際         | 長野県   | 0回  | 0回    | 2021   |
| 岐阜第一         | 岐阜県   | 0回  | 2回    | 2016   |
| オイスカ浜松     | 静岡県   | 0回  | 0回    | 2022   |
| 静清             | 静岡県   | 0回  | 0回    | 2022   |
| 東海大静岡翔洋   | 静岡県   | 0回  | 0回    | 2021   |
| 啓明学館         | 愛知県   | 0回  | 0回    | 2021   |
| 至学館           | 愛知県   | 0回  | 0回    | 2013   |

| 出場校       | 都道府県 | 優勝 | 準優勝 | 初出年 |
| ------------ | -------- | ---- | ------ | ------ |
| 滋賀短大附   | 滋賀県   | 0回  | 0回    | 2024   |
| 京都外大西   | 京都府   | 0回  | 0回    | 2013   |
| 京都明徳     | 京都府   | 0回  | 0回    | 2019   |
| 京都両洋     | 京都府   | 1回  | 0回    | 2012   |
| 福知山成美   | 京都府   | 2回  | 0回    | 2010   |
| 大体大浪商   | 大阪府   | 0回  | 0回    | 2016   |
| 履正社       | 大阪府   | 0回  | 2回    | 2014   |
| 神戸弘陵学園 | 兵庫県   | 3回  | 0回    | 2014   |
| 神戸国際大附 | 兵庫県   | 0回  | 0回    | 2023   |
| 県立姫路別所 | 兵庫県   | 0回  | 0回    | 2024   |
| 蒼開         | 兵庫県   | 0回  | 0回    | 2021   |
| 県立島根中央 | 島根県   | 0回  | 0回    | 2019   |
| 岡山学芸館   | 岡山県   | 0回  | 0回    | 2019   |
| 広陵         | 広島県   | 0回  | 0回    | 2022   |
| 山陽         | 広島県   | 0回  | 0回    | 2021   |
| 県立佐伯     | 広島県   | 0回  | 0回    | 2017   |
| 尽誠学園     | 香川県   | 0回  | 0回    | 2025   |
| 新田         | 愛媛県   | 0回  | 0回    | 2019   |
| 県立室戸     | 高知県   | 0回  | 0回    | 2013   |
| 高知中央     | 高知県   | 0回  | 1回    | 2013   |
| 沖学園       | 福岡県   | 0回  | 0回    | 2025   |
| 折尾愛真     | 福岡県   | 0回  | 0回    | 2015   |
| 熊本国府     | 熊本県   | 0回  | 0回    | 2022   |
| 秀岳館       | 熊本県   | 0回  | 0回    | 2018   |
| 日南学園     | 宮崎県   | 0回  | 0回    | 2012   |
| 神村学園     | 鹿児島県 | 6回  | 2回    | 1998   |
| 県立南部商   | 沖縄県   | 0回  | 0回    | 2022   |

（2023年大会終了時点で）現在出場していない高校
| 出場校         | 都道府県 | 優勝 | 準優勝 | 備考        | 初出年 | 最終年 |
| -------------- | -------- | ---- | ------ | ----------- | ------ | ------ |
| 石巻市立女子   | 宮城県   | 0回  | 0回    |             | 1999   | 2004   |
| 仙台女子商業   | 宮城県   | 0回  | 0回    |             | 2006   | 2006   |
| 県立水戸商業   | 茨城県   | 0回  | 0回    |             | 1998   | 2001   |
| 常磐大高       | 茨城県   | 0回  | 0回    |             | 2002   | 2006   |
| 宇都宮文星女子 | 栃木県   | 0回  | 0回    |             | 2002   | 2002   |
| 県立松伏       | 埼玉県   | 0回  | 0回    |             | 2003   | 2003   |
| 県立千葉商業   | 千葉県   | 0回  | 0回    |             | 2001   | 2004   |
| 市立習志野     | 千葉県   | 1回  | 0回    |             | 1998   | 1999   |
| 都立科学技術   | 東京都   | 0回  | 0回    |             | 2001   | 2001   |
| 都立桐ケ丘     | 東京都   | 0回  | 0回    |             | 2002   | 2002   |
| 都立昭和       | 東京都   | 0回  | 0回    |             | 2000   | 2001   |
| 広尾学園小石川 | 東京都   | 0回  | 0回    | 旧:村田     | 2013   | 2022   |
| 蒲田女子       | 東京都   | 0回  | 3回    | 現:羽田国際 | 1997   | 2022   |
| 県立長岡商業   | 新潟県   | 0回  | 0回    |             | 2002   | 2002   |
| 高岡第一       | 富山県   | 0回  | 0回    |             | 1998   | 1998   |
| 浜名           | 静岡県   | 0回  | 1回    |             | 1999   | 2003   |
| 福知山女子     | 京都府   | 0回  | 0回    |             | 2004   | 2006   |
| 府立八尾南     | 大阪府   | 0回  | 0回    |             | 2001   | 2001   |
| 夙川学院       | 兵庫県   | 1回  | 0回    |             | 1997   | 2002   |
| 県立篠山産業   | 兵庫県   | 0回  | 0回    |             | 2004   | 2004   |
| 県立篠山鳳鳴   | 兵庫県   | 0回  | 0回    |             | 2000   | 2000   |
| 国際開洋第二   | 和歌山県 | 0回  | 0回    |             | 2011   | 2011   |
| 県立防府       | 山口県   | 0回  | 0回    |             | 2006   | 2006   |
| 県立佐賀東     | 佐賀県   | 0回  | 0回    |             | 2002   | 2002   |
| 玉名女子       | 熊本県   | 0回  | 0回    |             | 2023   | 2023   |

## インターネット向けの試合中継
「バーチャル高校野球」（朝日新聞社・朝日放送テレビ・株式会社運動通信社が共同で運営する高校野球関連のポータルサイト）では、2019年の第23回大会から、準々決勝以降の7試合を対象に、中継動画のライブ配信とダイジェスト動画の配信を実施。配信対象の試合を年々拡大した結果、2023年（第27回大会）の時点で全試合の配信に至っている。
また、スポーツナビ内にも大会の速報ページを設置。出場校に関する情報や、試合に出場した選手の成績などを掲載しているほか、「バーチャル高校野球」（女子版）の映像などを配信している。

## テレビでの放送
朝日放送テレビ（ABC）が2021年の第25回大会から、決勝の中継映像を制作したうえで、基本として関西ローカル向けに放送。本大会の決勝と予備日が男子大会（全国高等学校野球選手権大会）の開幕前に組まれるようになった2022年以降は、「バーチャル高校野球」での動画ライブ配信と並行しながら、生中継を実施している。
テレビ放送では、ABC（またはグループ会社所属）のスポーツアナウンサーによる実況付きの中継映像を「バーチャル高校野球」と共用。男子選手権とは異なり、全国ネット枠を返上・移行して放送できないため、決勝・優勝監督・活躍選手のインタビュー、閉会式が生中継の放送枠内で収まらない場合には、放送の終了直後から閉会式が終了するまで、「バーチャル高校野球」単独でのライブ配信で対応している。
朝日放送グループが運営するスカイA（CS放送・ケーブルテレビ局向けのスポーツ専門チャンネル）では、「バーチャル高校野球」からの配信動画をベースに、第25回大会から決勝と閉会式のダイジェスト番組を制作。決勝が開催された月内（基本として8月中）に、この番組を日本全国へ向けて放送している。ただし、放送の日時は開催年によって異なる。
ABCがテレビ朝日と共同で制作する『熱闘甲子園』（本来は男子全国大会のダイジェスト番組）では、決勝のダイジェストを兼ねた本大会の特集企画を、2021年から男子大会の試合日程に応じて1回ずつ放送。同年には日本放送協会（NHK）でも、第25回大会全体のダイジェスト番組である『甲子園で輝きたい～女子高校球児の夏～』を、決勝の翌月（9月12日）にBS1の『BS1スペシャル』（単発特別番組枠）で放送した。

### 決勝の中継・ダイジェスト番組の放送（2021年以降）
当初は、2021年からの生中継を予定。この年には、本大会の決勝が男子大会（第103回全国高等学校野球選手権大会）終盤の休養日（8月22日＝日曜日の14:00以降）に組み込まれていた。しかし、男子大会で試合の雨天順延が序盤から相次いだ影響で、本大会の決勝の開催日時を翌23日（月曜日）の夕方（17:00以降）に急遽変更。結局、ABCでは編成上の事情から生中継を見送るとともに、録画ダイジェストの時差（深夜）放送で対応した。この放送では、当初予定されていた生中継と同じく、北條瑛祐（男子大会の中継にも出演しているABCのスポーツアナウンサー）が実況を担当。また、片岡安祐美（茨城ゴールデンゴールズ監督）と上田怜（京都両洋高校女子硬式野球部監督）をゲストに迎えていた。
2022年には、第26回大会の決勝（開志学園対横浜隼人）が8月2日（火曜日）の夕方（16:00以降）に組まれたことを受けて、ABCが新潟テレビ21（開志学園の地元・新潟県内のテレビ朝日系列局）との2局ネットで『まもなく女子野球決勝』（15:50 - 15:55）の生放送と決勝の生中継を実施。前年に続いて北條が実況を任されたほか、『熱闘甲子園』のキャスターを経て前年（2021年）まで北海道日本ハムファイターズの一軍監督を務めていた栗山英樹（当時は野球日本代表トップチームの監督）と小久保志乃（岐阜第一高等学校女子硬式野球部監督で元・女子プロ野球選手）がゲストで出演した。テレビ放送では決勝の途中（17:46）で中継を終えたため、17:47以降は「バーチャル高校野球」のライブ配信で決勝と閉会式の模様を伝えていたほか、スカイ・Aでは決勝・閉会式のダイジェスト番組を同月29日（月曜日）の14:00 - 17:00に放送。『熱闘甲子園』では、この年から「バーチャル高校野球」のフィールドディレクターに就任した斎藤佑樹（8月10日放送分の「スペシャルゲスト」）が両校を取材した特集を、決勝のダイジェストと合わせて同日に組み込んだ。
2023年には、第27回大会の決勝（神戸弘陵対岐阜第一）が8月1日（火曜日）の夕方（15:30以降）に組まれたことを受けて、ABCが『まもなく女子野球決勝』（15:25 - 15:30）と決勝のテレビ中継を関西ローカル向けに放送。実況は山下剛（北條の先輩アナウンサー）で、栗山に加えて、野球日本代表・女子トップチーム監督の中島梨紗をゲストに迎えた。テレビ放送では、栗山が創部に携わった北海道栗山高等学校女子硬式野球部に関するミニ特集を、5回裏の終了後（この大会から熱中症対策の一環で導入された「クーリングタイム」）に挿入。ABCでは前年に続いて中継の放送枠を最大で17:46まで設定していたが、決勝の終了直後に中継枠を完全に消化したため、優勝監督・活躍選手のインタビューと閉会式については「バーチャル高校野球」からのライブ配信で対応した。この年から斎藤がキャスター陣に加わった『熱闘甲子園』では、栗山を「スペシャルゲスト」に迎えていた8月10日（木曜日）放送分で、決勝のダイジェストに優勝校（神戸弘陵選手）からのコメント（未公開映像）を添えた特集を編成。スカイ・Aでは、決勝・閉会式のダイジェスト番組を、同月4日（金曜日）の14:30 - 17:00に放送している。
2024年には、第28回大会の決勝（神戸弘陵対花巻東）が8月3日（土曜日）の午後（14:30以降）に組まれたことを受けて、ABCが岩手朝日テレビ（花巻東高校の地元・岩手県内のテレビ朝日系列局）との2局ネットで14:30 - 16:30に決勝のテレビ中継を放送。朝日放送グループのプロ野球（NPB）・男子大会中継にも2021年から出演している寺田健人（グループ会社のベスティに所属するスポーツアナウンサー）が実況を担当したほか、『熱闘甲子園』キャスターの古田敦也（元・ヤクルトスワローズ捕手および監督）と田村知佳（第26回大会で優勝した横浜隼人高校の女子硬式野球部監督）をゲストに迎えた。実際には、上記の中継枠を試合終了の直後（優勝校の神戸弘陵ナインによる校歌の斉唱中）に消化したため、優勝校の活躍選手に対するインタビューと閉会式の中継を「バーチャル高校野球」からのライブ配信だけで賄った。『熱闘甲子園』では、ヒロド歩美キャスターが閉会式後に神戸弘陵学園の宿舎を取材した映像を、決勝のダイジェストに織り交ぜた特集を8月8日（木曜日）放送分に編成。スカイ・Aでは、決勝・閉会式のダイジェスト番組を、同月26日（月曜日）の14:00 - 17:00に放送することを予定している。
2025年には、第29回の決勝(岐阜第一対福知山成美)が8月2日（土曜日）の午後（14:30以降）に組まれたことを受けて、14:30 - 16:30に決勝のテレビ中継を放送。今年度の同大会ネット局は現地点で未定。先述の中継枠は6回裏の途中で消化したため、以降の試合中継と優勝校の活躍選手に対するインタビュー及び閉会式の中継を「バーチャル高校野球」からのライブ配信だけで賄った。